# Mistrzostwa Polski w hokeju na lodzie (1948/1949)
Mistrzostwa Polski w hokeju na lodzie 1948/1949 – 14. edycja mistrzostw Polski, rozegrana została między styczniem a marcem 1949 roku.

## Finały

### Kwalifikacje
Pierwsze mecze zaplanowano na 9 stycznia 1949, ale tego dnia odbył się tylko mecz w Wałbrzychu, pozostałe z przyczyn pogodowych przeniesiono na 16 stycznia. Jednak i ten termin nie został dotrzymany, w efekcie czego tego dnia Len z Baildonem zakończyły już rywalizację, podczas gdy w wielu innych parach nie rozegrano nawet pierwszego meczu! Ostatnie mecze tej rundy zagrano 2 lutego w Poznaniu i Mysłowicach.
| Drużyna 1                            | Wynik dwumeczu | Drużyna 2         | Pierwszy mecz | Drugi mecz  |
| ------------------------------------ | -------------- | ----------------- | ------------- | ----------- |
| Pomorzanin Toruń                     | 3:4            | Cracovia          | 3:2           | 0:2 (dogr.) |
| Piast Cieszyn                        | 25:2           | AZS Lublin        | 13:2          | 12:0        |
| Polonia Bytom                        | 4:14           | Legia Warszawa    | 2:2           | 2:12        |
| Siemianowiczanka Siemianowice        | 6:26           | KTH Krynica       | 4:14          | 2:12        |
| Łódzki KS                            | 14:6           | GZKKS Mysłowice   | 4:2           | 10:4        |
| Len Wałbrzych                        | 3:18           | Baildon Katowice  | 3:13          | 0:5         |
| Wisła Kraków                         | 3:4            | Gwardia Bydgoszcz | 1:2           | 2:2         |
| Siła Giszowiec                       | 15:1           | AZS Poznań        | 8:0           | 7:1         |
| Po lewej gospodarz pierwszego meczu. |                |                   |               |             |

### Grupa słabsza
Zagrały tu drużyny wyeliminowane w  kwalifikacjach. Nie wiadomo jednak ile spotkań faktycznie się odbyło. Pierwszy mecz tej grupy rozegrano 6 lutego w Wałbrzychu.
| Len Wałbrzych    | - | Siemianowiczanka |  | 0:1 | 1:3 |
| AZS Lublin       | - | AZS Poznań       |  |     |     |
| Pomorzanin Toruń | - | GZKKS Mysłowice  |  |     |     |
| Wisła Kraków     | - | Polonia Bytom    |  |     |     |

### Półfinały
Mecze tej rundy zaczęto grać 2 lutego (Gwardia - Legia i KTH - Baildon). 6 lutego rozegrano rewanżowe spotkania Legii z Gwardią i KTH z Baildonem oraz pierwszy mecz Cracovii z ŁKS. Pierwszy mecz Piasta z Siłą odbył się 9 lutego. Rewanż Cracovii z ŁKS 10 lutego, podobnie jak rewanż Piasta z Siłą.
| Drużyna 1                            | Wynik dwumeczu | Drużyna 2        | Pierwszy mecz | Drugi mecz |
| ------------------------------------ | -------------- | ---------------- | ------------- | ---------- |
| Piast Cieszyn                        | 4:5            | Siła Giszowiec   | 2:2           | 2:3        |
| Gwardia Bydgoszcz                    | 5:9            | Legia Warszawa   | 1:5           | 4:4        |
| KTH Krynica                          | 13:7           | Baildon Katowice | 10:6          | 3:1        |
| Cracovia                             | 16:8           | Łódzki KS        | 9:5           | 7:3        |
| Po lewej gospodarz pierwszego meczu. |                |                  |               |            |

## Turniej finałowy
Turniej finałowy rozegrano na małym stadionie zimowym w Zakopanem. Po defiladzie wszystkich drużyn, odegraniu hymnu i
wciągnięciu flagi na maszt, rozpoczął się o godz. 20 pierwszy mecz.
17 marca 1949:
| Siła     | - | Legia |  | 2:2 (1:1, 0:0, 1:1) |
| Cracovia | - | KTH   |  | 4:3 (3:0, 0:1, 1:2) |

18 marca 1949:
| KTH      | - | Siła  |  | 3:2 (0:2, 0:0, 3:0) |
| Cracovia | - | Legia |  | 2:2 (1:1, 1:0, 0:1) |
| KTH      | - | Legia |  | 9:1 (3:1, 4:0, 2:0) |
| Cracovia | - | Siła  |  | 2:1 (0:0, 1:0, 1:1) |

### Tabela
| Lp. | Zespół         | M | Pkt | W | R | P | G + | G - | +/- |
| --- | -------------- | - | --- | - | - | - | --- | --- | --- |
| 1   | Cracovia       | 3 | 5   | 2 | 1 | 0 | 8   | 6   | +2  |
| 2   | KTH Krynica    | 3 | 4   | 2 | 0 | 1 | 15  | 7   | +8  |
| 3   | Legia Warszawa | 3 | 2   | 0 | 2 | 1 | 5   | 13  | -8  |
| 4   | Siła Giszowiec | 3 | 1   | 0 | 1 | 2 | 5   | 7   | -2  |

      = Mistrz Polski